# Филип Ворен Андерсон
Филип Ворен Андерсон (енгл. Philip Warren Anderson; Индијанаполис, 13. децембар 1923 — Принстон, 29. март 2020) био је амерички теоријски физичар, који је 1977. године, добио Нобелову награду за физику „за фундаментална теоријска истраживања електроничке структуре магнетичких и неорганизованих система”.